# Aeroportul Yeelirrie
Aeroportul Yeelirrie (IATA: KYF, ICAO: YYLR) este un aeroport din Australia de Vest, Australia.
aeroportul dispune de o singură pistă.